# 상급사격병
상급사격병(Oberschütze)은 독일에서 사용하는 군사 계급이다. 19세기 바이에른 육군에서 처음 사용했다.
이후 1920년경 국가방위군에서도 이 계급을 사용했고, 그 후신인 국방군도 1945년까지 사용했다.
국방군의 상급사격병 계급 표장
| 옷깃 기장 | 견장 | 소매기장 (좌완 상완부) | 계급명                 |
|           |      |                        | 상급사격병 Oberschütze |

1940년에서 1945년 사이에는 무장친위대에서도 이 계급을 사용했으며, 이 경우 친위대 상급사격병(SS-Oberschütze)이라고 공식 명칭을 달리했다. 국방군과 마찬가지로 다른 표장은 일반 사격병과 다를 바가 없으나 왼팔 상완부에 별 기장을 붙여서 상병임을 표시했다.
무장친위대의 상급사격병 계급 표장
| 옷깃 기장 | 견장 | 소매기장 (좌완 상완부) | 계급명                           |
|           |      |                        | 친위대 상급사격병 SS-Oberschütze |